# Condado de Sherburne
El condado de Sherburne (en inglés: Sherburne County), fundado en 1856 y con nombre en honor al jurista Moses Sherburne, es un condado del estado estadounidense de Minnesota. En el año 2000 tenía una población de 64.417 habitantes con una densidad de población de 57 personas por km². La sede del condado es Elk River.

## Geografía
Según la oficina del censo el condado tiene una superficie total de 1168 km² (451 mi²), de los que 1130 km² (436,3 mi²) son tierra y 38 km² (14,7 mi²) (3,26%) son agua.

## Condados adyacentes
- Condado de Mille Lacs - norte
- Condado de Isanti - noreste
- Condado de Anoka - sureste
- Condado de Wright - suroeste
- Condado de Stearns - oeste
- Condado de Benton - noroeste

### Principales carreteras y autopistas
- U.S. Autopista 10
- U.S. Autopista 169
- Carretera estatal 24
- Carretera estatal 25
- Carretera estatal 101
- Carretera estatal 301

### Espacios protegidos
En este condado se encuentra el refugio nacional para la vida salvaje de Sherburne.

## Demografía
Según el censo del 2000 la renta per cápita media de los habitantes del condado era de 57.014 dólares y el ingreso medio de una familia era de 61.790 dólares. En el año 2000 los hombres tenían unos ingresos anuales 41.601 dólares frente a los 27.689 dólares que percibían las mujeres. El ingreso por habitante era de 21.322 dólares y alrededor de un 4,40% de la población estaba bajo el umbral de pobreza nacional.

## Ciudades y pueblos
- Becker
- Big Lake
- Clear Lake
- Elk River
- Princeton (de modo parcial)
- St. Cloud (de modo parcial)
- Zimmerman

### Comunidades no incorporadas
- Bailey
- Cable
- Orrock
- Salida
- Santiago